# Большой Карагас
Большой Карагас (баш. Оло Ҡарағас) — горный хребет на Южном Урале, на территории Белорецкого района Башкортостана.
Протяженность хребта с юго-юго-запада на северо-северо-восток около 7 километров. Высшая точка находится в центральной части, высота её 881 метр. Хребет имеет платообразный рельеф с курумами на западных склонах. Склоны пологие, покрыты лесом.
Продолжением Большого Карагаса на юге является хребет Малый Карагас, отделённый от него понижением. Западнее этого понижения находится гора Караташ. На склонах Большого Карагаса берут начало реки: на восточном склоне Ишля, текущая на север, Малый Кухтур, текущий на юг, а на западном склоне, уже в низине у горы Караташ — Большой Авзян.
Горные породы — кварцито-песчаники, конгломераты, алевролиты и эффузивы машакской свиты.

## Топонимика
Название хребта в переводе с башкирского означает — большая лиственница.